# 邵震
邵震（1426年—？），字瞻宸，號靜齋，江西廣信府貴溪縣人，明朝政治人物。同進士出身。

## 生平
江西鄉試第一百二十四名。天順元年（1457年）丁丑科會試第一百名，殿試登進士第三甲第十四名。歷官湖廣衡州府知府。

## 家族
曾祖邵謙光，曾任知縣。祖父邵叔高。父亲邵韞銓。